# سلیمان بویانگ
سلیمان بویانگ (انگلیسی: Sulayman Bojang؛ زادهٔ ۳ سپتامبر ۱۹۹۷) بازیکن فوتبال متولد نروژ اهل گامبیا است.
وی همچنین در تیم ملی فوتبال گامبیا بازی کرده است.